# 이스루기정
이스루기정(石動町)은 도야마현 도나미군·니시토나미군에 있던 정이다. 현재의 오야베시 동남부에 해당한다.

## 지리
- 도야마현 오야베강 중류에 위치한 지역으로 농업이 주력 산업이다. 또한, 농업과 함께 방적 산업도 이시정의 주력 산업이었다.
- 1898년(메이지 31년) 11월 1일 호쿠리쿠본선 가나자와 - 다카오카 간 개통과 동시에 이시동역이 개설된 이후, 도야마현 서쪽의 관문으로 발전하여 니시라라바군의 중심 지역이 되었다.

현재 이시동 지구는 호쿠리쿠 본선 외에 호쿠리쿠 자동차 도로와 국도 8호 등이 정비되어 교통의 요충지가 되고 있다.

## 역사
- 1889년 4월 1일 - 정촌제 시행에 의해  도나미군 다카나미촌이 성립하였다.
- 1896년 4월 1일 - 군 개편에 의해 도나미군이 분할해 히가시토나미군이 성립에 의해 히가시토나미군에 속하게 되었다.
- 1953년 9월 10일 - 미야지마촌, 고나데촌, 미나미다니촌, 하니우촌, 쇼토쿠촌, 마쓰자와촌, 아라카와촌이 합병해, 이스루기정이 성립하였다.
- 1954년 10월 1일 - 기타칸다촌을 편입하였다.
- 1962년 8월 1일 - 도추정과 합병해 오야베시가 성립하였다.

## 참고문헌
- 『가도카와 일본 지명 대사전 16 富山県』 - 가도카와 쇼텐
- 『富山大百科事典』 - 北日本新聞社
- 『小矢部市史 市政四十年史編』 - 小矢部市
- 『ふるさとガイドおやべ』 - 小矢部市